# Charles Forsyth
Charles Eric Forsyth (* 10. Januar 1885 in Manchester, England; † 24. Februar 1951 ebenda) war ein britischer Wasserballspieler.
Zusammen mit Charles Sydney Smith, George Nevinson, George Cornet, Thomas Thould, George Wilkinson und Paul Radmilovic nahm Forsyth am Wasserballturnier der Olympischen Sommerspiele 1908 in London teil, bei dem er die Goldmedaille gewann. Beim Finale gegen Belgien, welches 9:2 gewonnen wurde, warf er drei Tore.
Außerdem war Forsyth auch ein Schwimmer, der bei den Amateurmeisterschaften in Amerika 1904 Wettkämpfe gewann.